# Andraegoidus homoplatus
Andraegoidus homoplatus là một loài bọ cánh cứng trong họ Cerambycidae.